# Septembre 1942
Les événements concernant la Seconde Guerre mondiale sont détaillés dans l'article Septembre 1942 (Seconde Guerre mondiale).

## Événements
- 1er septembre : Stalingrad est complètement encerclée par des forces allemandes.

- 2 septembre :

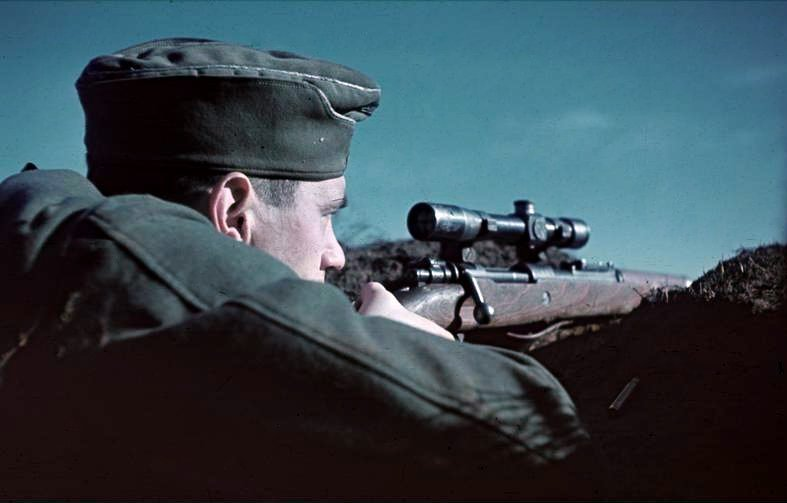
Sniper allemand en position à Stalingrad ; photo prise en septembre 1942.
Source : Bundesarchiv.

  - départ du 27e convoi de déportation des Juifs de France, du camp de Drancy vers Auschwitz : 1000 déportés, 30 survivants en 1945 ;
  - mort du dirigeant communiste portugais Bento António Gonçalves (en) au bagne de Tarrafal ;
  - Premier vol du chasseur-bombardier britannique Hawker Tempest.

- 3 septembre :
  - L'insurrection du ghetto juif de Lakhva contre les nazis.
  - Espagne : Ramón Serrano Súñer, ministre pro-allemand des affaires étrangères est remplacé par le général Jordana, anglophile et hostile à la Phalange.

- 4 septembre : départ du 28e convoi de déportation des Juifs de France, du camp de Drancy vers Auschwitz : 1013 déportés, 26 survivants en 1945.

- 6 septembre : les troupes allemandes et roumaines prennent la base navale de Novorossiisk sur la mer Noire.

- 7 septembre : départ du 29e convoi de déportation des Juifs de France, du camp de Drancy vers Auschwitz : 1000 déportés, 34 survivants en 1945.

- 8 septembre : Maxime Raymond (député de Beauharnois) fonde le Bloc populaire canadien, le parti des opposants québécois à la conscription à Ottawa, et André Laurendeau en devient le secrétaire.

- 9 septembre : départ du 30e convoi de déportation des Juifs de France, du camp de Drancy vers Auschwitz : 1000 déportés, 42 survivants en 1945.

- 10 septembre : attaque des Britanniques contre Madagascar après l’échec des négociations avec les autorités françaises fidèles à Vichy.

- 11 septembre :
  - rafle de Juifs à destination d'Auschwitz
  - Départ du 31e convoi de déportation des Juifs de France, du camp de Drancy vers Auschwitz : 1000 déportés, 13 survivants en 1945.

- 12 septembre :
  - sur ordre du général Władysław Sikorski, une armée polonaise est reformée en Irak (Armée polonaise d’Orient), à partir des troupes basées au Moyen-Orient et des forces polonaises d’URSS évacuées vers l’Iran.
  - Premier vol de l'avion de tourisme britannique Miles M.38 Messenger.

- 14 septembre :
  - départ du 32e convoi de déportation des Juifs de France, du camp de Drancy vers Auschwitz : 1003 déportés, 45 survivants en 1945;
  - Madagascar : débarquement anglo-sud-africain à Majunga..

- 16 septembre :
  - départ du 33e convoi de déportation des Juifs de France, du camp de Drancy vers Auschwitz : 1000 déportés, 33 survivants en 1945;
  - Madagascar : le régime de Vichy rejette les conditions de cessez-le-feu proposées par les Britanniques.

- 17 - 27 septembre : les Australiens bloquent une menace terrestre japonaise vers Port Moresby en Nouvelle-Guinée.

- 18 septembre : départ du 34e convoi de déportation des Juifs de France, du camp de Drancy vers Auschwitz : 1000 déportés, 21 survivants en 1945.

- 20 septembre : publication à Paris du premier numéro de la revue littéraire Les Lettres françaises.

- 21 septembre :
  - départ du 35e convoi de déportation des Juifs de France, de Pithiviers vers Auschwitz : 1000 déportés, 23 survivants en 1945.
  - Premier vol du bombardier américain Boeing B-29 Superfortress.

- 23 septembre :
  - départ du 36e convoi de déportation des Juifs de France, du camp de Drancy vers Auschwitz : 1000 déportés, 26 survivants en 1945;
  - Madagascar : les Britanniques occupent Tananarive et installent un gouvernement militaire..

- 27 septembre : départ du 37e convoi de déportation des Juifs de France, du camp de Drancy vers Auschwitz : 1004 déportés, 15 survivants en 1945.

- 28 septembre : départ du 38e convoi de déportation des Juifs de France, du camp de Drancy vers Auschwitz : 904 déportés, 18 survivants en 1945.

- 30 septembre : départ du 39e convoi de déportation des Juifs de France, du camp de Drancy vers Auschwitz : 210 déportés, aucun survivant en 1945.

## Naissances
- 3 septembre : Bernadette Suau, archiviste paléographe française († 8 décembre 2013).
- 5 septembre : Denise Fabre, présentatrice de télévision et speakerine française.
- 12 septembre : Michel Drucker, présentateur de télévision français.
- 13 septembre : Michel Côté, homme politique fédéral provenant du Québec.
- 14 septembre :
  - Marc Kanyan Case, footballeur puis homme politique français († 6 janvier 2023).
  - José Luis González,  joueur international de football mexicain († 8 septembre 1995).
  - Alain Juillet, dirigeant d'entreprise français.
  - Serge Monnier, homme politique français.
  - Félix Pons, homme politique espagnol du Parti socialiste ouvrier espagnol († 2 juillet 2010).
  - Daniel Rivet, historien français.
  - Elisso Virssaladze, pianiste soviétique puis géorgienne.
- 15 septembre : Emmerson Mnangagwa, Deuxième président du Zimbabwe depuis 2017.
- 18 septembre : Wolfgang Schäuble, homme d'État allemand († 26 décembre 2023).
- 21 septembre : U Roy, musicien jamaïcain († 17 février 2021).
- 22 septembre : Marlena Shaw, chanteuse américaine († 19 janvier 2024).
- 23 septembre : 
  - Jeremy Steig, flûtiste de jazz américain († 13 avril 2016).
  - Sila María Calderón, femme politique portoricaine.
- 25 septembre : Henri Pescarolo, pilote automobile français.
- 27 septembre : Juma Mwapachu, homme politique tanzanien († 28 mars 2025).
- 28 septembre :
  - Pierre Clémenti, acteur français († 27 décembre 1999).
  - François Tamba Ndembe, sculpteur congolais († 18 septembre 2006).
- 29 septembre : Yves Rénier : acteur, réalisateur et scénariste français († 24 avril 2021).
- 30 septembre : Sture Pettersson, coureur cycliste suédois († 26 juin 1983).

## Décès
- 5 septembre : François de Labouchère, aviateur français de la Seconde Guerre mondiale, compagnon de la Libération. (° 18 septembre 1917).

- 11 septembre : Égide Rombaux, sculpteur belge (° 19 janvier 1865).

- 21 septembre : 
  - Bert Corbeau, joueur de hockey sur glace.
  - Gaston Bussière, homme politique français.

- 30 septembre : Hermann Kurtz, collectionneur et prestidigitateur roumain (° 17 mars 1873).